# Eulàlia Canal i Iglésias
Eulàlia Canal i Iglésias (Granollers, Vallès Oriental, 6 de març de 1963) és autora de literatura infantil i juvenil, i poetessa. Psicòloga de professió, ha col·laborat en diferents projectes infantils en el camp de la música i el teatre, i escrivint lletres per cançons infantils. La seva obra ha guanyat diversos premis de literatura infantil, i ha estat traduïda a l'espanyol.

## Guardons
- 2006 Premi Barcanova de literatura infantil i juvenil, per Un petó de mandarina [2]
- 2005 Premi de narrativa infantil Ciutat d'Eivissa, per Qui enviava petons a l'Estrella?[cal citació]
- 1998 Premi Comarcal d'Òmnium Cultural de Granollers de poesia, per Andana blanca[cal citació]